# Tyrimmas
Tyrimmas je považován za třetího krále Makedonie. Pravděpodobně vládl od konce 8. do začátku 7. století před naším letopočtem. 
Podle starověkých královských seznamů vládl 38 let; podle Diodora 43. Jeho vztah s jeho předchůdcem (snad Koinos) a jeho nástupcem není znám. Nic jiného o něm není známo. Jeho nástupcem byl Perdikkás I.
Historicita Tyrimmase stejně jako jeho dvou předchůdců je nejistá.